# Профессиональный стресс
Профессиональный стресс (трудовой стресс) (от англ. stress — «напряжение, давление, нагрузка») — состояние напряжения работника, которое возникает под воздействием эмоционально-отрицательных и экстремальных факторов, вызванных профессиональной деятельностью. Профессиональный стресс связан с конкретной профессией, однако есть общие характеристики данного феномена.
Рассматриваемое нами состояние представляет собой более широкое понятие, в отличие от термина «рабочий стресс». Профессиональный стресс — это функциональное состояние работающего человека, порождаемое совокупностью различных факторов, а не только процессом выполнения рабочих задач. Профессиональный стресс зависит также от внутрисубъективных особенностей, эргатической системы, а также структуры организации, в которой работает субъект труда.
Отличием профессионального стресса от физиологического является то, что стресс профессиональный представляет собой результат осознания субъектом деятельности ответственности за результат действий, событий, но невозможность их полного контроля и управления ими.
Профессиональный стресс влияет на работоспособность и здоровье работника, а как следствие и на производительность и качество его труда. Как и любой вид стресса, профессиональный стресс имеет как физиологические, так и психологические особенности проявления и развития.
Профессиональный стресс предполагает состояние субъекта труда, при котором происходит мобилизация ресурсов с целью преодоления трудностей и проблем в профессиональной деятельности.
Исследователи разделяют стресс на эустресс (продуктивный стресс, состояние адекватной мобилизации ресурсов, «операциональная напряжённость») и дистресс (деструктивный стресс, «эмоциональная напряжённость»). Данная классификация выделяется на основе достигнутых результатов при преодолении затруднений. Продуктивный стресс, характеризуется мотивацией «на дело», подразумевает активизацию процессов мышления и памяти, самосознания, что ведёт к преодолению возникших препятствий. Деструктивный стресс характеризуется так называемой мотивацией «на себя», выраженной эмоциональностью и преобладанием мотива самореализации, самоутверждения. При дистрессе работник не в состоянии обеспечить продуктивную и безошибочную работу. Частое повторение состояния дистресса влечет негативные последствия для здоровья субъекта труда.

## Стадии развития стресса
Выделяют три стадии развития профессионального стресса:
1. Стадия нарастания напряжённости. Стадия характеризуется резкой сменой поведения на противоположный полюс. Например, спокойные люди могут становиться суетливыми, раздраженными, а иногда агрессивными и жестокими. Активный, позитивный человек становится мрачным и замкнутым. Эта стадия затрагивает сферу межличностных отношений, человек теряет психологический контакт и появляется отчужденность в общении. Люди перестают устанавливать зрительный контакт, резко меняют тему разговора, не воспринимают критику и обвиняют в этом других. Также, на первой стадии, наблюдается ослабление самоконтроля, способности регулирования своих действий, хотя стресс пока еще может повысить успешность работы. Длительность первой стадии сугубо индивидуальна, для кого-то достаточно нескольких минут, а у кого-то напряжение нарастает несколько дней или месяцев.
2. Стадия собственно стресса. Считается, что данная стадия начинает тогда, когда происходит полная или частичная потеря самоконтроля. Запускается механизм, при котором деструктивный стресс разрушительно влияет на психику человека. Человек не в состоянии четко и полно осознавать свое поведение. То, что совершает человек во время стресса, как правило, не совершается в спокойном состоянии. После пика у людей может возникать раскаяние, они жалеют о том, что совершили. Аналогично первой стадии, вторая имеет индивидуальную продолжительность. После того как исчерпываются энергетические ресурсы, человек ощущает опустошенность и усталость.
3. Стадия снижения внутренней напряжённости — характеризуется снижением внутренней напряжённости, возвращением к прежнему укладу жизни и мировоззрению. Человек испытывает чувство вины и уверяет, что такого больше не повторится.

## Факторы, влияющие на возникновение профессионального стресса
Важно различать факторы, которые приводят к состоянию стресса и те, которые способствуют демобилизации. Ко вторым можно отнести сонливость, снижение бдительности, состояние монотонии, скуку. В качестве примера для различения можно рассмотреть ситуацию, когда машинист поезда проехал красный сигнал светофора не из-за состояния стресса, а, наоборот, из-за демобилизации, так как у него состояние сонливости и напряжение снижено, а не повышено.
Показано, что на возникновение профессионального стресса оказывают влияние следующие факторы:

### Факторы, связанные с трудовой деятельностью
Выделяют следующие факторы, связанные с трудовой деятельностью:
- Интенсивность работы.
- Выделенное время на выполнение работы.
- Внештатные ситуации, которые меняют привычный уклад работы.
- Отсутствие чётко обозначенных трудовых задач.
- Многозадачность, сложность задач.
- Недостаток ресурсов или информации.
- Отсутствие безопасности работы.

### Организационные факторы
Организационные факторы профессионального стресса — это факторы, которые связаны с правилами и традициями производственной организации. К ним относятся:
- Противоречия в регламентах и инструкциях.
- Несправедливые формы оплаты труда.
- Несправедливые придирки.
- Несправедливые оценки процессов и результатов труда со стороны администрации.

### Личностные факторы
- Повышенная личностная тревожность.
- Пониженная самооценка, склонность к чувству вины.
- Выраженная эмоциональная лабильность.
- Наружный локус контроля (в жизни опираются на случайность, удачу, достижения и мнения других людей).
- Пассивность, избегающие стратегии выхода из сложных ситуаций.
- Проблемы в профессиональной подготовке работников.

## Виды профессионального стресса
Выделяют три вида профессионального стресса: информационный, эмоциональный и коммуникативный.

### Информационный
Информационный стресс может возникнуть при переизбытке информации, а также частой изменчивости данных. Такие ситуации создают условия, когда работник не в состоянии быстро решить поставленные задачи и принять правильное решение. Ситуации неопределенности пагубно влияют на уровень напряженности сотрудника.

### Эмоциональный
Эмоциональный стресс у работника затрагивает глубинные ценности и установки, которые связаны с профессиональной деятельностью. К ситуациям, порождаемым эмоциональный стресс, можно отнести взаимоотношения в коллективе и конфликты на разных уровнях, которые сопровождаются такими переживаниями как унижение, вина, гнев, обида, чувство опасности.

### Коммуникативный
Пожалуй, каждая профессия предполагает ситуации делового общения, как раз такие моменты и могут послужить источником коммуникативного стресса. Коммуникативный стресс выражается в высокой раздражительности, неумении защититься от коммуникативной агрессии, неспособности дать отпор и отказ при необходимости, а также в незнании специальных приемов защиты от манипулирования, несовпадении по темпу общения.

## Особые формы профессионального стресса
Также выделяют некоторые особые формы профессионального стресса:

### Профессиональный стресс достижений и профессиональный стресс успеха
Данный вид стресса возникает тогда, когда уровень притязаний работника, то есть то, чего он хочет достичь в профессиональной сфере, не соответствует уровню внутренних ресурсов. Для примера можно рассмотреть ситуацию, когда человек хочет стать известным художником, однако, у не него нет художественных способностей. Важно заметить, что уровень притязаний, планка достижений формируются с детства, в той среде, в которой ребёнок растет. Помимо внутренних преград, могут быть и внешние, такие как непризнание социумом, несоответствие временной эпохе, неблагоприятные жизненные обстоятельства. Отождествление себя со своими результатами, достижениями приводит к формированию стрессового состояния. Человек считает, что ценностью является не он сам, а лишь его жизненные победы. Его представления идут вразрез с тем, что его могут любить и ценить в независимости от заработка и занимаемой должности. Важным психологическим феноменом в данной ситуации является страх ошибиться. Человек становится слишком консервативным, он избегает изменений и нестабильности. Такой страх блокирует творческое развитие, склонность к рискованным решениям. Несмотря на то, что человек хочет быть успешным, он держит себя в рамках, боясь ошибиться, что ставит под угрозу его достижения.
На первый взгляд может показаться, что стресс возникает только при неблагоприятных условиях, однако, это не так. Один из примеров профессионального стресса под воздействие позитивного фактора — стресс успеха. После того как человек тратит много энергии и времени на выполнение задуманного, может наступить период, когда для человека теряется смысл его действий, он перестает понимать значимость совершенного, наступает апатия. Такое происходит потому, что предвосхищение и ожидание счастья не оправдываются, человеку кажется, что он получил мало, а потратил много. Чтобы не попасть в ловушку стресса успеха не стоит надрываться и тратить все ресурсы на достижение чего-либо, а после достижения не стоит останавливаться на достигнутом, необходимо ставить новые цели и добиваться их.

### Профессиональный стресс, связанный с конкуренцией
В мире конкуренции и противостояния не каждый работник может выдержать напряжение и не потерять свои истинные ценности. Общество диктует порядки, которые подразумевают соревнование материальных благ, в этой гонке человек начинает стремиться получить как можно больше денег, чтобы не ударить в грязь лицом перед другими, отступая от своей жизни. Разумеется, достижение престижа и самоутверждения нельзя ставить на последнее место, но необходим определенный баланс. Участие в гонке без отдыха, отвлечения, семьи приводит к неблагоприятным последствиям.

### Стресс подчинения
Здесь стоит вспомнить о трех типах психологических работников: исполнитель, эксперт и руководитель. Исполнитель боится ответственности, он боится принимать какие-либо решения и не против подчиниться человеку, который на себя возьмет этот груз, а он сам просто выполнит свою часть работы. У таких работников-исполнителей, как правило, не возникает стресса подчинения. Эксперт же, наоборот, не боится ответственности и готов принимать решения. Такому человеку необходима независимость. Данный тип работника подвержен стрессу подчинения, так как он сам знает, как ему поступать. Руководитель не испытывает дискомфорта при управлении людьми, в отличие от предыдущих двух типов. Он также как и эксперт не боится ответственности в принятии решений. Люди такого типа стремятся к власти и контролю, они стремятся к лидерству, поэтому уязвимы перед стрессом подчинения.